# Byasanagar
Byasanagar es una ciudad y municipio situada en el distrito de Jajapur en el estado de Odisha (India). Su población es de 56946 habitantes (2011). Se encuentra a 90 km de Bhubaneswar y a 67 km de Cuttack.

## Demografía
Según el censo de 2011 la población de Byasanagar era de 56946 habitantes, de los cuales 29498 eran hombres y 27448 eran mujeres. Byasanagar tiene una tasa media de alfabetización del 86,86%, superior a la media estatal del 72,87. 